# Ada Cavendish
Ada Cavendish (1839 - 5 octobre 1895) est une actrice britannique.

## Biographie
Connue pour ses rôles shakespeariens (Juliette, Béatrice et Rosalind) et pour avoir popularisé le jeu de Wilkie Collins en Amérique, Ada Cavendish, fait ses débuts au théâtre en 1863 dans des parodies musicales de FC Burnand et autres.